# SG Andrea Doria
SG Andrea Doria – włoski klub piłkarski, mający swoją siedzibę w mieście Genua na północy kraju.

## Historia
Chronologia nazw:
- 1900: Società Ginnastica Andrea Doria
- 1927: klub rozwiązano – po fuzji z AC Sampierdarenese, tworząc AC La Dominante
- 1931: Associazione Calcio Andrea Doria
- 1940: klub rozwiązano
- 1944: Società Ginnastica Andrea Doria
- 1946: klub rozwiązano – po fuzji z AC Sampierdarenese, tworząc UC Sampierdarenese-Doria "Sampdoria" Genova
- 1955: Associazione Calcio Andrea Doria 1955
- 1959: SestreseDoria – po fuzji z FS Sestrese Calcio 1919

Piłkarski klub Andrea Doria został założony w miejscowości Genua 11 sierpnia 1900 roku. W 1902 zespół debiutował w Prima Categoria, ale na początku zawsze był eliminowany w pierwszej turze rozgrywek: w 1902 przez Genoa, w 1903 - przez Juventus, w 1904 - przez Milan, w 1905 i 1906 - przez Genoa. Dopiero w 1907 i 1908 był trzecim w końcowej klasyfikacji. W sezonie 1926/27 zespół zajął 8.miejsce w grupie B Divisione_Nazionale, ale po zakończeniu sezonu 27 lipca 1927 połączył się z innym klubem z Genui AC Sampierdarenese tworząc nowy klub AC La Dominante. W 1930 Dominante połączył się z Corniglianese tworząc FBC Liguria. 
W 1931 klub postanowił opuścić fuzję i rozpoczął występy jako Associazione Calcio Andrea Doria w grupie Prima Divisione. W sezonie 1939/40 zajął 15.miejsce w grupie C Serie C i spadł do niższej ligi. Potem klub został rozwiązany.
W 1944 klub został odrodzony jako Società Ginnastica Andrea Doria i startował w rozgrywkach regionalnych. W sezonie 1945/46 powrócił do najwyższej klasy rozgrywek, zwanej Divisione Nazionale i był klasyfikowany na 9.pozycji. Jednak 12 sierpnia znów odbyła fuzja z AC Sampierdarenese, w wyniku czego został utworzony klub Unione Calcistica Sampierdarenese-Doria "Sampdoria" Genova, później zwany UC Sampdoria. 
W 1955 klub znów został odrodzony jako Associazione Calcio Andrea Doria 1955, ale występował w rozgrywkach regionalnych, a w 1959 po fuzji z FS Sestrese Calcio 1919 powstał nowy klub SestreseDoria.

## Sukcesy

### Trofea międzynarodowe
Nie uczestniczył w rozgrywkach europejskich (stan na 31-12-2016).

### Trofea krajowe
| \| \| Zdobyte trofea w rozgrywkach Włoch (stan na: 31-05-2017) \| |                                                          |      |            |
| Rozgrywki                                                         | Osiągnięcie                                              | Razy | Sezon(y)   |
| · Mistrzostwo                                                     | I miejsce                                                | 0    |            |
| · Mistrzostwo                                                     | II miejsce                                               | 0    |            |
| · Mistrzostwo                                                     | III miejsce                                              | 2    | 1907, 1908 |
| · Puchar                                                          | zdobywca                                                 | 0    |            |
| · Puchar                                                          | finalista                                                | 0    |            |
| · Puchar                                                          | 1/16 finału                                              | 1    | 1926/27    |
| II liga                                                           | I miejsce                                                | 0    |            |
| II liga                                                           | II miejsce                                               | 0    |            |
| II liga                                                           | III miejsce                                              | 0    |            |
| Włochy                                                            | Zdobyte trofea w rozgrywkach Włoch (stan na: 31-05-2017) |      |            |

## Stadion
Klub rozgrywa swoje mecze domowe na stadionie Luigi Ferraris w Genui, który może pomieścić 36599 widzów. Do 1926 grali na stadionie Campo sportivo della Cajenna